# Suore della Risurrezione di Nostro Signore Gesù Cristo
Le Suore della Risurrezione di Nostro Signore Gesù Cristo (in latino Congregatio Sororum a Resurrectione Domini Nostri Iesu Christi) sono un istituto religioso femminile di diritto pontificio: i membri di questa congregazione pospongono al loro nome la sigla C.R.

## Storia

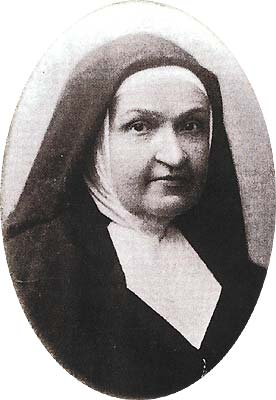
Celina Chludzińska, fondatrice della congregazione

L'idea di istituire un ramo femminile della Congregazione della Resurrezione di Nostro Signore Gesù Cristo, fondata nel 1836 a Parigi per l'apostolato presso le comunità polacche all'estero, era stata già di Bogdan Jański, ma fu uno dei suoi compagni, Piotr Semenenko, a portarla a compimento: Semenenko incaricò due sue figlie spirituali, la giovane vedova di origine polacca Celina Chludzińska (1833-1913) e la figlia Jadwiga Borzęcka (1863-1906), di dare inizio all'istituto delle Suore della Risurrezione, che cominciò a Roma nel 1882.
Il 6 gennaio 1891 si ebbe la prima cerimonia di vestizione e la prima professione dei voti. Il cardinale vicario Lucido Parocchi approvò le resurrezioniste come istituto di diritto diocesano; la congregazione ricevette il pontificio decreto di lode il 10 maggio 1905 e le sue costituzioni ottennero l'approvazione definitiva della Santa Sede il 17 luglio 1923..
Celina Chludzińska è stata beatificata in San Giovanni in Laterano a Roma il 27 ottobre 2007.

## Attività e diffusione
Le Suore della Risurrezione si dedicano all'istruzione e all'educazione cristiana della gioventù e all'assistenza dei malati.
Sono diffuse soprattutto in Polonia e negli Stati Uniti d'America, ma contano case anche in Argentina, in Australia, in Canada, in Italia, nel Regno Unito e in Tanzania;  la sede generalizia è a Roma.
Alla fine del 2008 la congregazione contava 464 religiose in 50 case.